# 莫里亚
莫里亚（法語：Moriat，法語發音：[mɔʁja]）是法国多姆山省的一个市镇，属于伊苏瓦尔区。

## 地理
莫里亚（45°24'18"N, 3°15'41"E）面积10.81 平方千米，位于法国奥弗涅-罗讷-阿尔卑斯大区多姆山省，该省份为法国中南部省份，北起阿列省接壤，东临卢瓦尔省，南至上盧瓦爾省和康塔爾省，西接科雷兹省和克勒兹省。
与莫里亚接壤的市镇（或旧市镇、城区）包括：尚伯宗、阿拉尼翁河畔朗德、圣弗洛里娜、沙博尼耶莱米讷、圣热尔瓦齐、维谢勒。

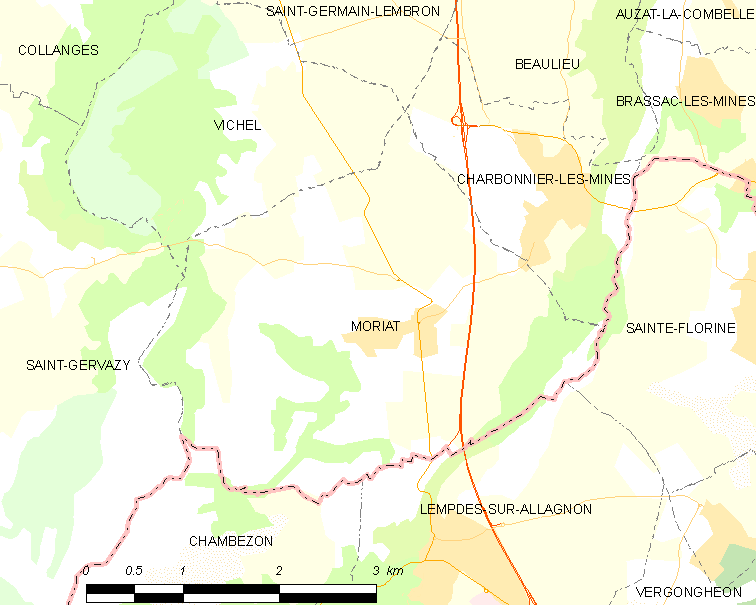
莫里亚的OSM定位图

莫里亚的时区为UTC+01:00、UTC+02:00（夏令时）。

## 行政
莫里亚的邮政编码为63340，INSEE市镇编码为63242。

## 政治
莫里亚所属的省级选区为布拉萨克莱米讷县。

## 人口

1962-2008年间莫里亚人口变化图示

莫里亚于2022年1月1日时的人口数量为388人。